# Rory McLeod
Rory McLeod, född 26 mars 1971 i Wellingborough, är en jamaicansk professionell snookerspelare sedan 2019. Säsongen 2017/2018 är han rankad 41:a i världen.